# ربکا گیلمور
ربکا گیلمور (انگلیسی: Rebecca Gilmore؛ زادهٔ ۱۳ ژوئن ۱۹۷۹) ورزشکار شیرجه اهل استرالیا است.
وی در مسابقات کشوری و بین‌المللی در مجموع برندهٔ ۱ مدال برنز شده‌است.